# Доротея фон Золмс-Лаубах (1579 – 1631)
Доротея фон Золмс-Лаубах (на немски: Dorothea zu Solms-Laubach; * 31 януари 1579, Лаубах; † 19 юли 1631, Финстинген, Франция) е графиня от Золмс-Лаубах и чрез женитба графиня на Регенщайн и Бланкенбург в Харц и вилд-и рейнграфиня в Залм-Кирбург.

## Произход
Тя е дъщеря на граф Йохан Георг I фон Золмс-Лаубах (1547 – 1600) и съпругата му Маргарета фон Шьонбург-Глаухау (1554 – 1606), дъщеря на фрайхер Георг I фон Шьонбург-Глаухау (1529 – 1585) и Доротея Ройс-Грайц (1522 – 1572).

## Фамилия
Първи брак: на 5 октомври 1595 г. в Бланкенбург с граф Мартин фон Регенщайн-Бланкенбург (* 7 септември 1570; † 13 април 1597)), най-малкият син на граф Ернст I фон Регенщайн-Бланкенбург (1528 – 1581) и графиня Барбара фон Хонщайн-Фирраден (ок. 1525 – 1600/1604). Те имат един син:
- Йохан Ернст (* 29 октомври 1596, Бланкенбург; † 4 юли 1599)

Втори брак: на 17 май 1607 г. в Лаубах с вилд-и рейнграф Йохан Казимир фон Залм-Кирбург († 1651), вторият син на вилд-и Рейнграф Ото I фон Залм-Кирбург-Мьорхинген (1538 – 1607) и графиня Отилия фон Насау-Вайлбург (1546 – ок. 1610). Те имат децата:
- Йохан Лудвиг (1609 – 1641), убит в Кведлинбург
- Анна Юлиана (1609 – 1609)
- Георг Фридрих фон Залм-Кирбург (1611 – 1681), женен I. на 19 февруари 1638 г. за графиня Анна Елизабет фон Щолберг (1611 – 1671), II. сл. 19 юли 1672 г. за Анна Елизабет фон Даун-Фалкенщайн (1636 – 1685), вдовица на граф Георг Вилхелм фон Лайнинген-Дагсбург-Хайдесхайм (1636 – 1672)
- София Юлиана (1612 – млада)
- Анна Катарина Доротея (1614 – 1655), омъжена на 26 февруари 1637 г. в Страсбург за херцог Еберхард III фон Вюртемберг-Щутгарт (1614 – 1674)
- Анна Клаудина (1615 – 1673), омъжена на 10 декември 1637 г. за граф Йохан Якоб фон Раполтщайн (1598 – 1673), син на граф Еберхард фон Раполтщайн (1570 – 1637) и Анна фон Кирбург (1572 – 1608)
- Агата (ок. 1617 – ), омъжена на 22 март 1637 г. за граф Алберт Лудвиг фон Крихинген († 1651), син на граф Петер Ернст II фон Крихинген-Пютлинген († 1633) и Анна Сибила фон Насау-Вайлбург (1575 – 1643)
- Анна Барбара

Йохан Казимир се жени втори път през 1633 г. за графиня Анна Юлиана фон Лайнинген-Дагсбург-Харденбург (1599 – 1685).